# Марк Хамил
Марк Ричард Хамил (на английски: Mark Richard Hamill) е американски театрален, озвучаващ и филмов актьор, носител на награда „Еми“, награда на БАФТА и три награди „Сатурн“. Хамил е най-известен с ролята си на Люк Скайуокър в трилогията за „Междузвездни войни“ и с озвучаването на Жокера от Анимационната вселена на ДиСи. От 2018 г. има звезда на Холивудската алея на славата.

## Озвучаващ актьор
Хамил изпълнява гласа на Жокера в „Батман: Анимационният сериал“ (който дебютира през 1992 г.), а също и в неговите вторични сериали, видео игри и филми. Това може би е най-известната му роля извън работата му в „Междузвездни войни“. Първоначално Хамил озвучава ролята на злия бизнесмен Ферис Боил в епизода „Сърце от лед“ и бива възхитен, когато му е предложена ролята на Жокера, един от любимите му персонажи.
Известен е с това, че озвучава Хобгоблин в „Спайдър-Мен: Анимационният сериал“, Гаргойл в „Невероятният Хълк“ и Максимум Лудия във „Фантастичната четворка“. В интервю на IGN за Филмовия фестивал в Кан, Марк Хамил споделя, че за последно ще озвучава Жокера в продължението на Batman: Arkham Asylum – Batman: Arkham City. Въпреки това, на Twitter Профила си той изразява интерес за връщане към ролята, ако се направи анимационна адаптация по „Батман: Убийствената шега“. В свой пост от 24 октомври 2011 г. той приканва феновете да започнат кампания за направата на споменатата адаптация. Оттогава е направена страница от феновете във Facebook, озаглавена „Петиция за Марк Хамил да играе Жокера в анимационната Убийствена шега“ (Petition to get Mark Hamill to play the Joker in animated Killing Joke).

## Награди
Хамил е носител на 3 награди „Сатурн“ за „Междузвездни войни: Епизод V - Империята отвръща на удара“, „Завръщането на джедаите“, „Последните джедаи“, Награда на БАФТА за ролята му в Batman: Arkham Asylum и „Еми“ на церемонията за дневните програми за ролята на Вули в анимационния сериал „Елена от Авалор“.
През 2022 г. на церемонията „Детски и семейни награди Еми“ е номиниран за първата награда в категория „най-добър озвучаващ артист в анимационен сериал“ за Скелетор в „Господарите на вселената: Откритие“, където е номиниран заедно с Грей Делайл за Лола, Лана, Лили, Шерил, Скутс, Моупс и г-жа Бернадо в „Къщата на Шумникови“, Франк Уелкър за Скуби-Ду, Фред и Себе си в „Скуби-Ду и виж кой друг!“, Ерик Бауза за Бъгс Бъни, Марвин Марсианеца, Дафи Дък и Туити в „Шантави рисунки-мисунки“ и Том Кени за Спонджбоб в „Спондж Боб Квадратни гащи“. Печели Ерик Бауза.

## Личен живот
Женен е за Марилу Йорк, която по професия е зъбна хигиенистка. Имат три деца – Нейтън (р. 1979), Грифин (р. 1983) и Челси (р. 1988). Има и една внучка, чийто баща е синът му Нейтън, родена на 31 октомври 2016 г. Нейтън е роден по време на продукцията на „Империята отвръща на удара“ и има малка роля като кралски охранител в „Невидима заплаха“.

## Частична филмография

### Актьор пред камера
- „Междузвездни войни: Епизод IV - Нова надежда“ (1977) като Люк Скайуокър
- „Корвет Съмър“ (1978) като Кенет У. Дантли младши
- „Междузвездни войни: Епизод V - Империята отвръща на удара“ (1980) като Люк Скайуокър
- „Междузвездни войни: Епизод VI - Завръщането на джедаите“ (1983) като Люк Скайуокър
- „Kingsman: Тайните служби“ (2014) като Професор Арнолд
- „Междузвездни войни: Силата се пробужда“ (2015) като Люк Скайуокър
- „Междузвездни войни: Епизод VIII - Последните джедаи“ (2017) като Люк Скайуокър

### Озвучаващ актьор
- „Джийни“ (1973) като Кори Андърс
- „Новите филми за Скуби-Ду“ (1973) като Кори Андърс (епизод Mystery in Persia)
- „Батман: Анимационният сериал“ (1992 – 1995) като Жокера
- „Батман: Маската на Фантома“ (1993) като Жокера
- „Спайдър-Мен: Анимационният сериал“ (1994 – 1997) като Хобгоблин
- „Фантастичната четворка“ (1994) като Максимус
- „Невероятният Хълк (сериал, 1996)“ (1996) като Гаргойл
- „Супермен: Анимационният сериал“ (1997) като Жокера
- „Новите приключения на Батман“ (1997 – 1999) като Жокера
- „Семейство Симпсън“ (1998) като себе си и Лийвил (един епизод)
- „Новото шоу на Уди Кълвача“ (1999 – 2001) като Бъз Бъзърд, Туики и други
- „Батман от бъдещето: Завръщането на Жокера“ (2000) като Жокера
- „Лигата на справедливостта“ (2002 – 2003) като Жокера
- „Корпус във времето“ (2001 – 2003) като Лари 3000
- „Кодово име: Съседските деца“ (2002 – 2007) като Лепкавата брада
- „Семейният тип“ (2003) като Люк Скайуокър и Оби-Уан Кеноби (епизод When You Wish Upon a Weinstein)
- „Аватар: Повелителят на четирите стихии“ (2005 – 2008) като Огнения господар Озаи и други
- „Спонджбоб“ (2007) като Моб (епизод Night Light)
- „Батман: Смели и дръзки“ (2010) като Спектър
- „Генератор Рекс“ (2010) като Куори
- „Обикновено шоу“ (2010 – 2017) като Скипс
- „Законът на Майло Мърфи“ (2017) като Г-н Блок